# Acrolepiinae
Sous-famille
Les Acrolepiinae sont une sous-famille de lépidoptères de la famille des Glyphipterigidae.

## Systématique
Dans des classifications plus anciennes, ce taxon avait le rang de famille, sous le nom d'Acrolepiidae. Il a aussi parfois été traité comme une sous-famille de la famille des Plutellidae.
Son statut actuel de sous-famille au sein des Glyphipterigidae découle d'études de phylogénétique moléculaire.

## Liste des genres
Les Acrolepiinae comportent 4 genres et 87 espèces décrites. 
Sont notamment cités les genres suivants :
- Acrolepia Curtis, 1838
- Acrolepiopsis Gaedike, 1970
- Digitivalva Gaedike, 1970